# Chicha de Cochabamba
La chicha de Cochabamba es una variedad de chicha elaborada en los valles de Bolivia. Es una bebida alcohólica producida de maíces bolivianos desde hace más de 1.500 años. La chicha es una de las bebidas más populares y tradicionales del país. Además de la variedad de la bebida en Cochabamba, también existen variaciones regionales en todos los departamentos de Bolivia. Es considerada patrimonio cultural gastronómico del departamento. En 2021 el alcalde de la ciudad de Cochabamba, Manfred Reyes Villa, declaró que segundo domingo de septiembre se celebrará el “Día de la Chicha y el Chicharrón" por ley municipal.

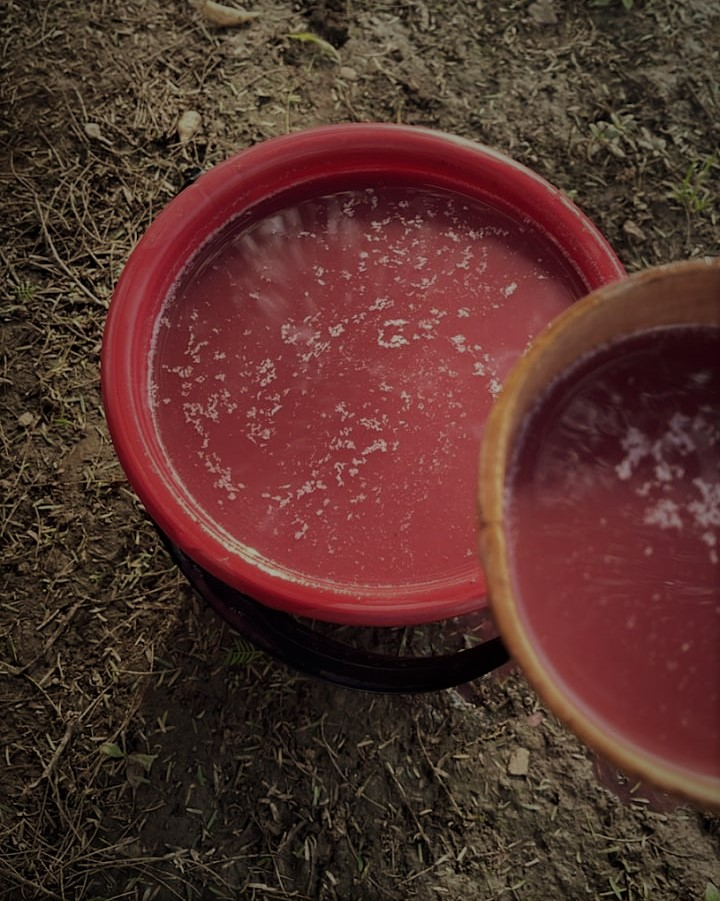
Esta es una bebida que se consume en fiestas tradicionales bolivianas consumidas por lugareños.

## Historia

### Elaboración
Los orígenes de la chicha se remontan al imperio Inca. La chicha se conocía como aqha en quechua o k'usa, en aimara. Posteriormente, cuando llegaron los españoles, fue llamada chicha.
Tradicionalmente, esta bebida se obtiene masticando maíz, ya que la saliva contiene una enzima que, al mezclarse con este ingrediente, produce azúcar y luego se fermenta por acción bacteriana. Esta mezcla se guarda durante un mes en una cazuela de barro tapada herméticamente.
Sin embargo, actualmente, en lugar de masticar maíz, este se extiende sobre lonas y se le echa agua hasta que broten raíces (a esto se denomina wiñapu). Posteriormente se muele hasta convertirlo en polvo y luego se mezcla con agua para formar una pasta y, a continuación, se seca al sol. Seguidamente se coloca el producto en una vasija de barro tapada. El contenido de alcohol depende del tiempo que la mezcla permanece en la botella y el color depende del tipo de maíz utilizado. La chicha suele contener un contenido de alcohol de aproximadamente 8%.
En Bolivia existen 77 variedades de maíz, pero solo se elabora chicha de tres variedades:
- Maíz amarillo
- Qulli
- Chullpy[6]

Los valles de Cochabamba suponen un ambiente ideal para la producción del grano de maíz y, en consecuendia, de la chicha. Esta bebida se produce tradicionalmente en Tarata, Cliza, San Benito, Arani, Punata, Aiquile y otros pueblos del valle alto y bajo valle del departamento. 

Lourdes Saavedra Berbetty, escritora, socióloga y docente de la Universidad Central (UNICEN) comenta: 
La chicha era un elemento central de los rituales incas determinados por el calendario agrícola, ya que su elaboración implicaba fermentar este producto para esos momentos. Tallas rituales, como el solsticio de verano, están muy ligadas a la cosmovisión andina. 
También destaca el papel clave de las mujeres en la producción y el comercio de chicha:
A principios del siglo XIX, en el contexto republicano, la chicha era una bebida popular entre sectores sociales que interactuaban entre sí en chichas. Lo interesante es el poder femenino que tienen las mujeres chicheras en este proceso, como poseedoras del “saber hacer” y administradoras de los recursos económicos que rodean la comercialización del néctar del valle.

### Comercialización
Para identificar dónde consumir esta bebida ancestral hay que buscar una bandera blanca que cuelga de un mástil; esto indica los establecimientos donde se puede consumir chicha.